# Ogólnopolski Festiwal Muzyki Tanecznej
Ogólnopolski Festiwal Muzyki Tanecznej (w roku 1996: Ogólnopolski Festiwal Muzyki Disco Polo, w latach 1997–2002: Ogólnopolski Festiwal Muzyki Disco Polo i Dance, od 2003: Ogólnopolski Festiwal Muzyki Tanecznej w Ostródzie) – festiwal muzyczny odbywający się w Augustowie od 2023 roku, wcześniej w Olsztynie w 2019 roku, w Ostródzie w latach 1997–2018 i w 1996 w Koszalinie. Jest to jedna z największych imprez plenerowych w Polsce, o ustalonej renomie nie tylko w kraju, ale także poza granicami, która gromadzi tysiące fanów muzyki tanecznej i popularnej. Przez 10 lat (od VIII do XVIII edycji) prowadzącym festiwal był Konjo, a w poprzednich edycjach prowadzącymi byli prezenterzy programu Disco Polo Live (w tym Piotr Świergalski – „DJ Pietrek”).

## Historia
Korzenie festiwalu sięgają 7 lipca 1996, kiedy to w Koszalinie został zorganizowany finał I Ogólnopolskiego Festiwalu Muzyki Disco Polo. Jednak od lipca 1997 roku został przeniesiony do Ostródy, gdzie rok wcześniej odbył się półfinał festiwalu (w dniach 28–29.06.1996). Zmianie uległ wówczas także termin imprezy (przeniesiona z początku lipca na koniec miesiąca). Obecna nazwa festiwalu została przyjęta w lipcu 2003 roku.
Miejscem, gdzie odbywa się obecnie festiwal, jest teren zielony przy amfiteatrze w Augustowie (dawnie były to – „Czerwone Koszary” przy ul. 1 Dywizji w Ostródzie, Amfiteatr im. Ignacego Jana Paderewskiego w Koszalinie, Stadion Miejski w Ostródzie, „Białe Koszary”, Olsztyn Dajtki). Począwszy od XVIII do XXIII edycji festiwalu, trwał on 2 dni (w piątek i sobotę). Wcześniej odbywał się w jednym dniu (głównie w sobotę, wyjątkiem była II edycja w lipcu 1997 – odbywała się przez 2 dni), tak też jest do dziś. Co roku w festiwalu biorą udział czołowe gwiazdy disco polo szczególnie zespoły należące do firmy fonograficznej Green Star, m.in. Boys, Milano, Classic, Akcent, Toples, Redox, Focus czy Weekend, a nawet występowały zespoły nienależące do Green Stara, m.in. Shazza, Mister Dex, Voyager, D-Bomb czy Bayer Full. W ostatnich latach (2012–2019, od 2023) festiwalu zostały zaproszone największe gwiazdy polskiej lub europejskiej muzyki dyskotekowej, m.in. Papa D, Boney M., Bad Boys Blue, Thomas Anders z Modern Talking, Savage, Haddaway, Fun Factory oraz Snap.
Transmisje z festiwalu były na antenach TV Polsat („Disco Polo Live” i zarazem sam festiwal – od I do VII edycji), Polsat 2 („Szczęśliwa 8” – VIII i IX edycja), TV4 i TVN (XI edycja), oraz w TVP Polonia i stacji ITV (XV edycja w lipcu 2010). Od lipca 2011 roku (XVI edycja festiwalu) stacja Polo TV przeprowadza na żywo relację z festiwalu. Za kulisami wywiady oraz koncerty prowadzą Maciej Smoliński oraz Edyta Folwarska. Od lipca 2014 roku (XIX edycja) koncerty współprowadzą dziennikarze radia Vox FM (Norbert Bieńkowski i Konrad Piwowarski), zaś od lipca 2015 (XX edycja) także Jacek Mędrala (w Polo TV). Od XXIII edycji imprezę współprowadzi także Marcin Kotyński (Disco Polo Music).
W dniach 25–26 lipca 2014 odbyła się XIX edycja festiwalu, w której wystąpili Bad Boys Blue oraz Jurij Szatunow, który po raz pierwszy odbył w Polsce koncert. W dniach 24–25 lipca 2015 odbyła się XX edycja festiwalu. Wystąpili m.in. Loona, No Mercy i C.C. Catch. W dniach 22–23 lipca 2016 odbyła się XXI edycja festiwalu. Gośćmi zagranicznymi byli: Corona oraz Culture Beat. Oprócz tego obchodzono 20. rocznicę Disco Polo Live. XXII edycja festiwalu miała miejsce w dniach 28–29 lipca 2017. Gośćmi zagranicznymi byli Real McCoy i La Bouche. Podczas tej edycji odbył się plebiscyt „Festiwalowa Złota 20”. XXIII edycja odbyła się w terminie 27–28 lipca 2018. W lutym i marcu 2018 trwały negocjacje dotyczące zmiany lokalizacji festiwalu. Głównymi powodami były: niewystarczająca infrastruktura (brak odpowiedniej liczby parkingów i podjazdów), kwestia finansowania imprezy i wkładu finansowego Ostródy w organizację OFMT oraz zmiana zarządcy nieruchomości, na której dotychczas odbywał się festiwal. W poniedziałek, 19 marca 2018 poinformowano, że 23. edycja festiwalu odbędzie się w Ostródzie. Głównymi gwiazdami tej edycji byli: Sławomir Zapała, Czerwone Gitary, Mandaryna oraz Samantha Fox (jednak jej koncert został później odwołany, odbył się rok później w Olsztynie). Transmisję przeprowadziły jednocześnie Polo TV i po raz pierwszy Disco Polo Music. XXIV Ogólnopolski Festiwal Muzyki Tanecznej odbył się w jednym dniu - w sobotę 27 lipca 2019 roku. Ponadto zmieniła się lokalizacja festiwalu - ze względu na brak porozumienia z władzami miasta został przeniesiony z Ostródy do stolicy województwa warmińsko-mazurskiego – Olsztyna (teren lotniska Olsztyn Dajtki). Głównymi gwiazdami byli Samantha Fox i Morandi.
Z kolei XXV Ogólnopolski Festiwal Muzyki Tanecznej miał się odbyć ponownie w Ostródzie 25 lipca 2020 roku i trwać jeden dzień. Z powodu panującej pandemii koronawirusa w Polsce impreza została jednak przesunięta na rok 2021, a następnie na rok 2022. Jednak w obu przypadkach impreza nie doszła do skutku, po raz pierwszy z powodu COVID-19, zaś po raz drugi - ze względu na brak dofinansowania ze strony miasta. W zamian w dniach 23-24 lipca 2021 w ostródzkim amfiteatrze zorganizowano imprezę Ostróda Disco Stage (22 lipca 2021 na ostródzkim molo odbyła się "rozgrzewka" przed właściwą imprezą). Z kolei w dniach, kiedy miał odbyć się festiwal w 2022 roku (22-23 lipca 2022) miał miejsce festiwal Disco Ostróda (pierwszy dzień - na ostródzkim molo, drugi - w miejscowym amfiteatrze).
Festiwal powrócił w roku 2023, jednak nie odbył się w Ostródzie. Po raz 25. Ogólnopolski Festiwal Muzyki Tanecznej odbył się, tym razem w Augustowie, w dniach 18-19 sierpnia 2023.

## Edycje festiwalu
- 1996 – I Ogólnopolski Festiwal Muzyki Disco Polo w Koszalinie (07.07.1996)
- 1997 – II Ogólnopolski Festiwal Muzyki Disco Polo i Dance w Koszalinie i Ostródzie (24–25.07.1997)
- 1998 – III Ogólnopolski Festiwal Muzyki Disco Polo i Dance w Ostródzie (24.07.1998)
- 1999 – IV Ogólnopolski Festiwal Muzyki Disco Polo i Dance (23.07.1999)
- 2000 – V Ogólnopolski Festiwal Muzyki Disco Polo i Dance (22.07.2000)
- 2001 – VI Ogólnopolski Festiwal Muzyki Disco Polo i Dance (21.07.2001)
- 2002 – VII Ogólnopolski Festiwal Muzyki Disco Polo i Dance (20.07.2002)
- 2003 – VIII Ogólnopolski Festiwal Muzyki Tanecznej (26.07.2003)
- 2004 – IX Ogólnopolski Festiwal Muzyki Tanecznej (24.07.2004)
- 2005 – X Ogólnopolski Festiwal Muzyki Tanecznej (23.07.2005)
- 2006 – XI Ogólnopolski Festiwal Muzyki Tanecznej (21-22.07.2006)
- 2007 – XII Ogólnopolski Festiwal Muzyki Tanecznej (28.07.2007)
- 2008 – XIII Ogólnopolski Festiwal Muzyki Tanecznej (26.07.2008)
- 2009 – XIV Ogólnopolski Festiwal Muzyki Tanecznej (25.07.2009)
- 2010 – XV Ogólnopolski Festiwal Muzyki Tanecznej (31.07.2010)
- 2011 – XVI Ogólnopolski Festiwal Muzyki Tanecznej (30.07.2011)
- 2012 – XVII Ogólnopolski Festiwal Muzyki Tanecznej (28.07.2012)
- 2013 – XVIII Ogólnopolski Festiwal Muzyki Tanecznej (26–27.07.2013)
- 2014 – XIX Ogólnopolski Festiwal Muzyki Tanecznej (25–26.07.2014)
- 2015 – XX Ogólnopolski Festiwal Muzyki Tanecznej (24–25.07.2015)[31]
- 2016 – XXI Ogólnopolski Festiwal Muzyki Tanecznej (22–23.07.2016)
- 2017 – XXII Ogólnopolski Festiwal Muzyki Tanecznej (28–29.07.2017)
- 2018 – XXIII Ogólnopolski Festiwal Muzyki Tanecznej (27–28.07.2018)
- 2019 – XXIV Ogólnopolski Festiwal Muzyki Tanecznej w Olsztynie (27.07.2019)
- 2023 – XXV Ogólnopolski Festiwal Muzyki Tanecznej w Augustowie (18–19.08.2023)

## Zwycięzcy festiwalu
I edycja (Koszalin 1996)
- Koncert Premier
  - Grand Prix: Skaner – „Nadzieja”[32]
  - nagroda publiczności: Imperium – „Jak pogodny dzień”
  - nagroda za hit festiwalu: Korona – „Nie zapomnij”
  - nagroda dla najlepszego debiutu: Buenos Ares – „Pomarańczowe drzewa”
  - nagroda specjalna dla najlepszego debiutu: Tia Maria – „Słoneczne reggae”
  - nagroda prezydenta miasta Koszalin: Classic – „Do widzenia”
  - nagroda za zespół roku: Boys – „Oczy zielone”

II edycja (Ostróda 1997)
- Koncert Premier
  - Grand Prix: Boys – „Szalona”
  - nagroda publiczności: Boys – „Tylko ty”
  - nagroda za hit festiwalu: Tia Maria – „Hymn młodości”
  - nagroda dla najlepszego debiutu: BFC – „Wspomnienia z wakacji”
  - nagroda specjalna dla najlepszego debiutu: Exel – „Nasze niebo”
  - nagroda burmistrza miasta Ostróda: Akcent – „Pocałunek”
  - nagroda za zespół roku: Buenos Ares – „Niebo”

III edycja (Ostróda 1998)
- Koncert Premier
  - Grand Prix: Akcent – „Wyznanie”
  - nagroda publiczności: Skaner – „Lato w Kołobrzegu”
  - nagroda za hit festiwalu: Dennis – „Samba”
  - nagroda dla najlepszego debiutu: Play & Mix – „Morze, ja i ty”
  - nagroda specjalna dla najlepszego debiutu: Viper – „Dzień za dniem”
  - nagroda burmistrza miasta Ostróda: Boys – „Czy nie”
  - nagroda za zespół roku: Buenos Ares – „Czekoladowy sen”

IV edycja (Ostróda 1999)
- Koncert Premier
  - Grand Prix: Classic – „Masz w sobie coś”
  - nagroda publiczności: Skaner – „Don Juan '99”
  - nagroda za hit festiwalu: Tia Maria – „Dom”
  - nagroda dla najlepszego debiutu: Toples – „Jedna noc to za mało”
  - nagroda specjalna dla najlepszego debiutu: Papa Dee – „Lato lato”
  - nagroda burmistrza miasta Ostróda: Milano – „Everybody frytki”
  - nagroda za zespół roku: Akcent – „Ta moja dziewczyna”

V edycja (Ostróda 2000)
- Koncert Premier
  - Grand Prix: Classic – „Najpiękniejsze chwile”
  - nagroda publiczności: Akcent – „Laura”
  - nagroda za hit festiwalu: Milano – „Uwierz proszę”
  - nagroda dla najlepszego debiutu: M.I.G – „Co ty mi dasz”
  - nagroda specjalna dla najlepszego debiutu: Quest – „Pozwól choć raz”
  - nagroda burmistrza miasta Ostróda: Maxel – „Zaufaj mi”
  - nagroda za zespół roku: Tia Maria – „Jedziemy na Hawaje”

VI edycja (Ostróda 2001)
- Koncert Premier
  - Grand Prix: Boys – „Mam cię dość”
  - nagroda publiczności: Boys – „Mam cię dość”[33]
  - nagroda za hit festiwalu: Classic – „W taką ciszę”
  - nagroda da najlepszego debiutu: Servis – „Wakacje, lato, my”
  - nagroda specjalna dla najlepszego debiutu: Kolor – „Zagubiona miłość”
  - nagroda burmistrza miasta Ostróda: Akcent – „Mamo”
  - nagroda za zespół roku: Okey – „Na na na”

VII edycja (Ostróda 2002)
- Koncert Premier
  - Grand Prix: Toples – „Hej dobry DJ”
  - nagroda publiczności: Akcent – „Ja płaczę nocą”
  - nagroda za hit festiwalu: M.I.G – „Co mi daje świat”
  - nagroda dla najlepszego debiutu: Impuls – „Explozja”
  - nagroda specjalna dla najlepszego debiutu: X-Trans – „Lot”
  - nagroda burmistrza miasta Ostróda: Boys – „Linda”
  - nagroda za zespół roku: Classic – „Nie zapominaj o mnie”

VIII edycja (Ostróda 2003)
- Koncert Premier
  - Grand Prix: Focus – „Trzeba zmiany”
  - nagroda publiczności: Akcent – „Graj gitaro, graj”[34]
  - nagroda za hit festiwalu: Boys – „Jump”
  - nagroda dla najlepszego debiutu: 4Ever – „Jesteś sensem”
  - nagroda specjalna dla najlepszego debiutu: Martin – „Nasza miłość”
  - nagroda burmistrza miasta Ostróda: Impuls – „Explozja”
  - nagroda za zespół roku: Vexel – „Ty i ja”

IX edycja (Ostróda 2004)
- Koncert Premier
  - Grand Prix: Boys – „Ty jesteś blisko mnie”
  - nagroda publiczności: Akcent – „Pragnienie miłości”
  - nagroda za hit festiwalu: Focus – „Tydzień”
  - nagroda dla najlepszego debiutu: Weekend – „Najarana Anka”
  - nagroda specjalna dla najlepszego debiutu: Mega Dance – „W dyskotece”
  - nagroda burmistrza miasta Ostróda: Classic – „Nieśmiertelny czas”
  - nagroda za zespół roku: Łukash – „Gdy jesteś na dnie”

X edycja (Ostróda 2005)
- Koncert Premier
  - Grand Prix: Boys – „Wspomnij mnie”
  - nagroda publiczności: 4Ever – „Głupie kłamstwa”
  - nagroda za hit festiwalu: Okey – „Za tobą chodzę jak cień”
  - nagroda dla najlepszego debiutu: Jump – „Słodka kotka”
  - nagroda specjalna dla najlepszego debiutu: Bobi – „Gdzie?”
  - nagroda burmistrza miasta Ostróda: Toples – „Albo on, albo ja”
  - nagroda za zespół roku: Mega Dance – „Puste słowa”

XI edycja (Ostróda 2006)
- Koncert Premier
  - Grand Prix: Jump – „Uwierz mi”
  - nagroda publiczności: Boys – „Zapomnij mnie”
  - nagroda za hit festiwalu: Versus – „Ach spójrz”
  - nagroda dla najlepszego debiutu: Junior – „Bo ty”
  - nagroda specjalna dla najlepszego debiutu: Etna – „Niewolnica”
  - nagroda burmistrza miasta Ostróda: Weekend – „Za miłość mą”
  - nagroda za zespół roku: 4Ever – „Jesteś sensem”

XII edycja (Ostróda 2007)
- Koncert Premier
  - Grand Prix: Akcent – „Czemu jesteś taka dziewczyno”[35]
  - nagroda publiczności: Milano – „To niemożliwe”
  - nagroda za hit festiwalu: Buenos Ares – „Baby Baby”
  - nagroda dla najlepszego debiutu: Compact – „Nauczyłeś żyć”
  - nagroda specjalna dla najlepszego debiutu: Diadem – „Jak zabawa to zabawa”
  - nagroda burmistrza miasta Ostróda: Boys – „Niebo w gębie”
  - nagroda za zespół roku: Classic – „Samotna dziewczyna”

XIII edycja (Ostróda 2008)
- Koncert Premier
  - Grand Prix: Classic – „To wszystko za mało”
  - nagroda publiczności: Maxel – „Jesteś”
  - nagroda za hit festiwalu: Buenos Ares – „Nie będę”
  - nagroda dla najlepszego debiutu: Jorrgus – „Mama ci mówiła”
  - nagroda specjalna dla najlepszego debiutu: Megam – „Wolności smak”
  - nagroda burmistrza miasta Ostróda: Diadem – „Kto więcej”
  - nagroda za zespół roku: Akcent – „Życie faceta”

XIV edycja (Ostróda 2009)
- Koncert Premier
  - Grand Prix: Boys – „Tu jest”
  - nagroda publiczności: Akcent – „Taką Cię wyśniłem”
  - nagroda za hit festiwalu: Vivat – „Każdy dzień”
  - nagroda dla najlepszego debiutu: Okej – „Tyle seksu w sobie masz”
  - nagroda specjalna dla najlepszego debiutu: Redox – „Zakochany klaun” (w duecie z zespołem Diadem)
  - nagroda burmistrza miasta Ostróda: Quest – „Zdrada”
  - nagroda za zespół roku: Dennis – „Ładne oczy”

XV edycja (Ostróda 2010)
- Koncert Premier
  - Grand Prix: D-Bomb – „Do szaleństwa”
  - nagroda publiczności: Boys – „Męska rzecz”
  - nagroda za hit festiwalu: Akcent – „Biorę urlop od ciebie”
  - nagroda dla najlepszego debiutu: Fortex – „Podejdź do mnie”
  - nagroda specjalna dla najlepszego debiutu: Medium – „Każda laska”
  - nagroda burmistrza miasta Ostróda: Weekend – „Wichura”
  - nagroda za zespół roku: Focus – „Wczoraj ją poznałem”

XVI edycja (Ostróda 2011)
- Koncert Premier
  - Grand Prix: Classic – „Wszystko się zmienia”[36]
  - nagroda publiczności: Boys – „To nieważne, jak i gdzie”
  - nagroda za hit festiwalu: Rajmund – „Oczu czar”
  - nagroda dla najlepszego debiutu: Best – „Po pracy”
  - nagroda specjalna dla najlepszego debiutu: Tropic – „Ty i ja”
  - nagroda burmistrza miasta Ostróda: Buenos Ares – „Nowa ja”
  - nagroda za zespół roku: Boys – „Nasza muzyka” (w duecie z zespołem Jorrgus)

XVII edycja (Ostróda 2012)
- Koncert Premier
  - Grand Prix: Toples – „Polski ślub”[37]
  - nagroda publiczności: Akcent – „Szczęśliwa gwiazda”
  - nagroda za hit festiwalu: Classic – „Tak blisko”
  - nagroda dla najlepszego debiutu: Shazza – „Bierz co chcesz”
  - nagroda specjalna dla najlepszego debiutu: Voyager – „Powiedz, czy kochałaś tak”
  - nagroda burmistrza miasta Ostróda: Diadem – „Zabrałaś serce moje”
  - nagroda za zespół roku: Weekend – „Za każdą chwilę”

XVIII edycja (Ostróda 2013)
- „Disco Polo Hit Wszech Czasów”: Boys – „Jesteś szalona”[38][39]
- Koncert Premier
  - Grand Prix: Classic – „To nie przyjaźń, tylko miłość”[40]
  - nagroda publiczności: Akcent – „Tańcząca w deszczu”
  - nagroda za hit festiwalu: Maxel – „Poczuć chcę”
  - nagroda dla najlepszego debiutu: Exaited – „W sercu mi graj” (w duecie z zespołem Akcent)
  - nagroda specjalna dla najlepszego debiutu: Shine – „Lazurowe wybrzeże”
  - nagroda burmistrza miasta Ostróda: Junior – „Jest taka boska”
  - nagroda za zespół roku: Boys – „Samotność to suka”

XIX edycja (Ostróda 2014)
- Koncert Premier
  - Grand Prix: Boys – „Poluj na mnie”[41]
  - nagroda publiczności: Akcent – „Przez Twe oczy zielone”
  - nagroda za hit festiwalu: Exaited – „W górę ręce”
  - nagroda dla najlepszego debiutu: Yaroo – „Gdzie jest Jola”
  - nagroda specjalna dla najlepszego debiutu: Mateo – „Sexy Bitch”
  - nagroda burmistrza miasta Ostróda: Casandra – „Zadzwoń do mnie”
  - nagroda za zespół roku: Rajmund – „Czy ty mnie kochasz”

XX edycja (Ostróda 2015)
- „Top 20 teledysków wszech czasów”: Akcent – „Przez Twe oczy zielone” (wyróżnienia specjalne: Weekend – „Ona tańczy dla mnie”, Classic, Boys – „Szalona”)
- Koncert Premier
  - Grand Prix: Extazy – „Moje kochanie”
  - nagroda publiczności: Exaited i Maciej Smoliński – „Zakochaj się we mnie”[42]
  - nagroda za hit festiwalu: Milano – „Gdzie ta dziewczyna”
  - nagroda dla najlepszego debiutu: Freaky Boys – „Chciałbym się zakochać w tobie”
  - nagroda specjalna dla najlepszego debiutu: Agnieszka Niewęgłowska – „Na chwilę”
  - nagroda burmistrza miasta Ostróda: Maxx Dance – „I tak kocham cię”
  - nagroda za zespół roku: Classic – „Wakacyjny hit”

XXI edycja (Ostróda 2016)
- 20-lecie „Disco Polo Live”: Akcent
  - miejsce pierwsze: „Przez Twe oczy zielone”
  - miejsce drugie: „Przekorny los”
  - miejsce trzecie: „Kochana wierzę w miłość”
- Koncert Premier
  - Grand Prix: Akcent – „Czekam na Ciebie”
  - nagroda publiczności: Akcent – „Czekam na Ciebie”[43]
  - nagroda za hit festiwalu: Boys – „Najpiękniejsza dziewczyno”
  - nagroda dla najlepszego debiutu: Top Girls – „Jeszcze tego nie wiem”
  - nagroda specjalna dla najlepszego debiutu: Czadoman – „Hej, hej, bawmy się”
  - nagroda burmistrza miasta Ostróda: Milano – „Już za późno”
  - nagroda za zespół roku: Extazy – „Mówiłaś kocham”

XXII edycja (Ostróda 2017)
- „Festiwalowa Złota 20”: Akcent – „Przez Twe oczy zielone”[44]
- Koncert Premier
  - Grand Prix: Boys – „Moja kochana”[45]
  - nagroda publiczności: Akcent – „Wakacyjne cuda”[46]
  - nagroda za hit festiwalu: Dennis – „Jolka”
  - nagroda dla najlepszego debiutu: Klimat – „Będzie impreza”
  - nagroda specjalna dla najlepszego debiutu: Szula – „Uwierz, że ja”
  - nagroda burmistrza miasta Ostróda: M.I.G – „Lalunia”
  - nagroda za zespół roku: Milano – „Serce to nie sługa”

XXIII edycja (Ostróda 2018)
- Koncert Premier
  - Grand Prix: Top Girls – „Jakbyś mnie zechciał”
  - nagroda publiczności: Boys – „Wciąż pamiętam”
  - nagroda za hit festiwalu: Mejk – „Przez dwa serca”
  - nagroda dla najlepszego debiutu: Naspawani – „Jabole”
  - nagroda specjalna dla najlepszego debiutu: Markus P – „Sam na sam”
  - nagroda burmistrza miasta Ostróda: Classic – „Umów się ze mną”
  - nagroda za zespół roku: Jorrgus – „Gdzie jesteś ty”

XXIV edycja (Olsztyn 2019)
- Koncert Premier
  - Grand Prix: Classic – „Daj mi znak”
  - nagroda publiczności: Classic – „Daj mi znak”
  - nagroda za hit festiwalu: Etna – „Przytulajka”
  - nagroda dla najlepszego debiutu: Bayer Full – „Szalona blondynka” (w duecie z zespołem Boys)
  - nagroda specjalna dla najlepszego debiutu: Miły Pan – „Królowa”
  - nagroda prezydenta miasta Olsztyn: Top Girls – „Co w sercu masz”
  - nagroda za zespół roku: Maxx Dance – „Oszalałem”

XXV edycja (Augustów 2023)
- Koncert Premier
  - Grand Prix: Mejk – „Piękne czasy”
  - nagroda publiczności: Top Girls – „Róże i różowe tulipany”
  - nagroda za hit festiwalu: Boys – „Mix lat 90.”
  - nagroda dla najlepszego debiutu: Luka Rosi – „Bo tylko ty”
  - nagroda specjalna dla najlepszego debiutu: Bajorek – „Kosmos”
  - nagroda burmistrza miasta Augustów: Classic – „To nie przyjaźń, tylko miłość”
  - nagroda za zespół roku: Extazy – „Golas”